# Lista de municípios de Mato Grosso do Sul por PIB (2013)
Este anexo contém uma lista de Produto Interno Bruto (PIB) nominal municipal do estado de Mato Grosso do Sul. A lista é ocupada pelos maiores municípios do referido estado em relação ao produto interno bruto nominal a preços correntes e participações percentuais relativa e acumulada em 2013, segundo o Instituto Brasileiro de Geografia e Estatística (IBGE).

## 20 maiores PIBs

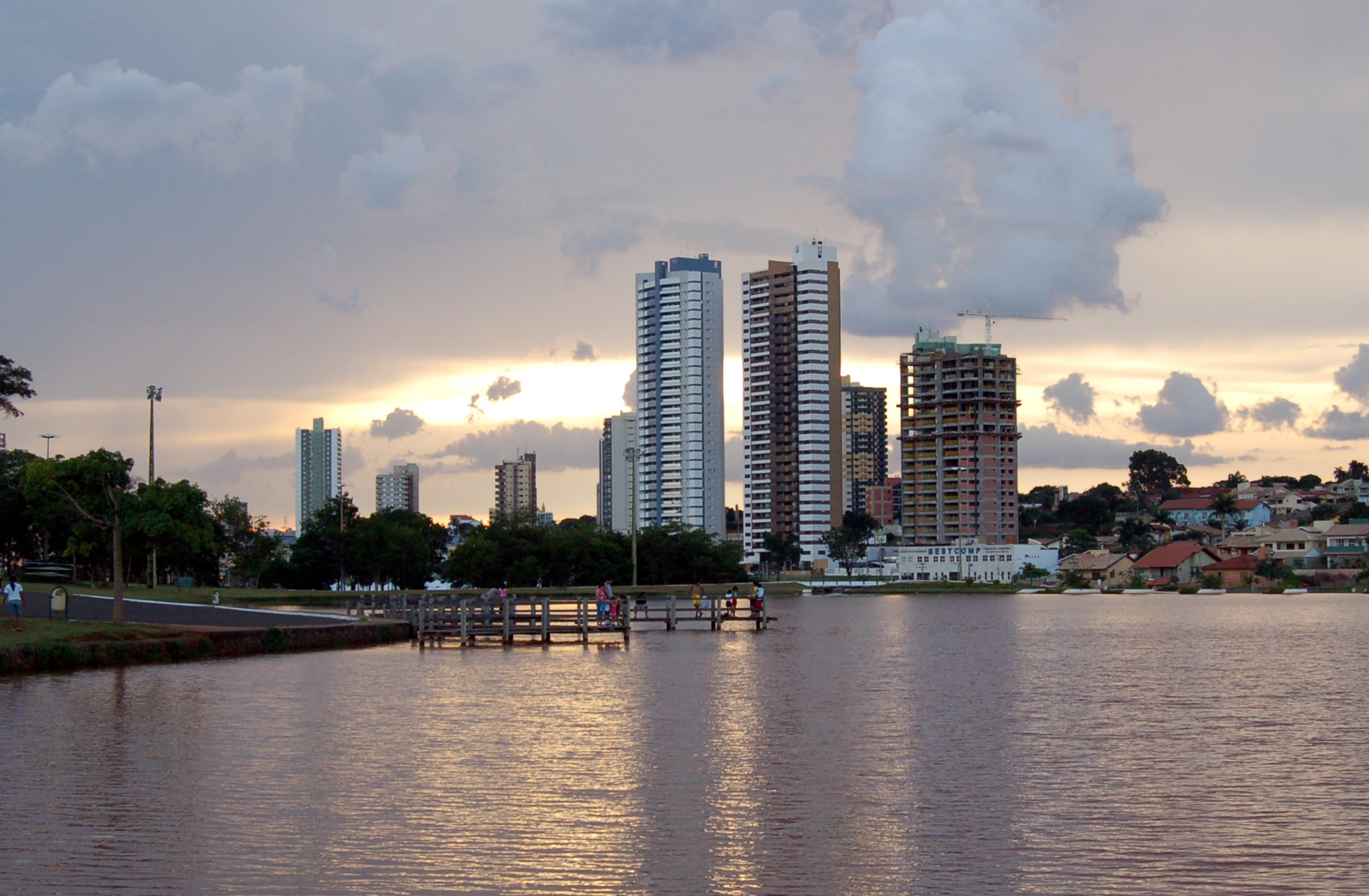
, primeira colocada

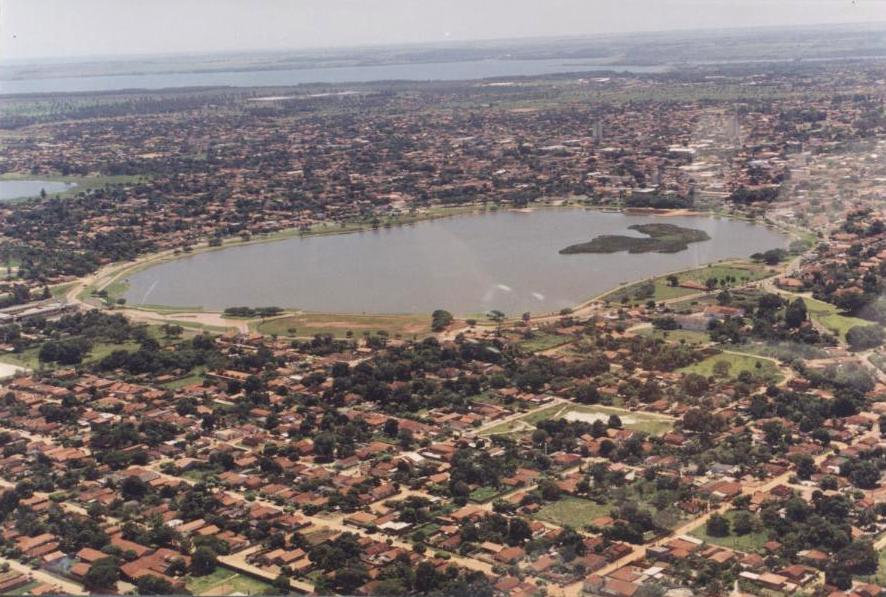
, segunda colocada

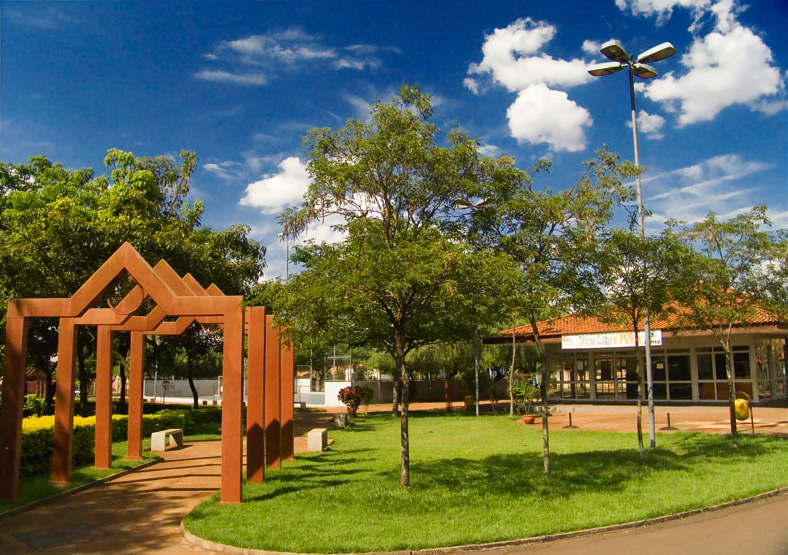
, terceira colocada

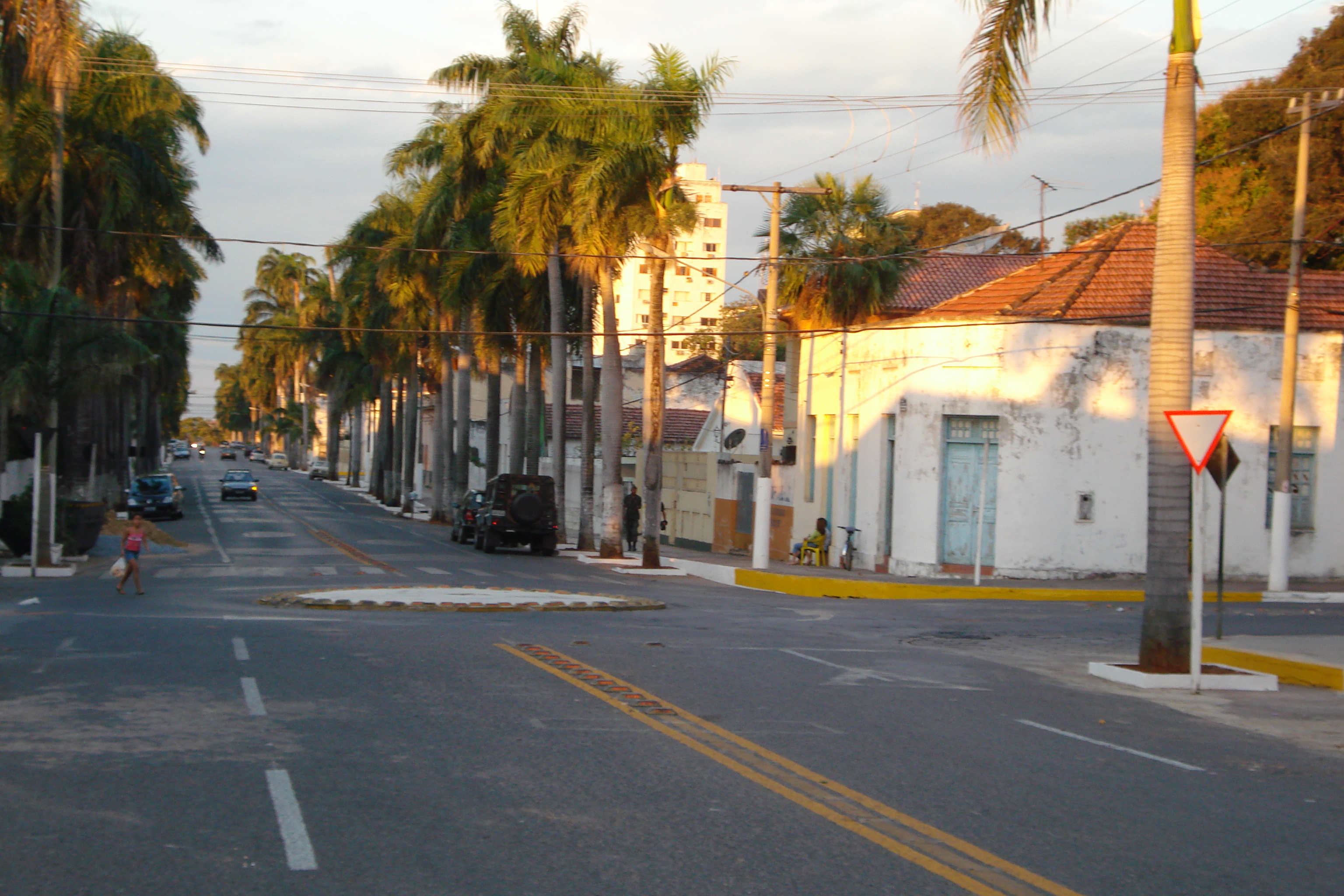
, quarta colocada

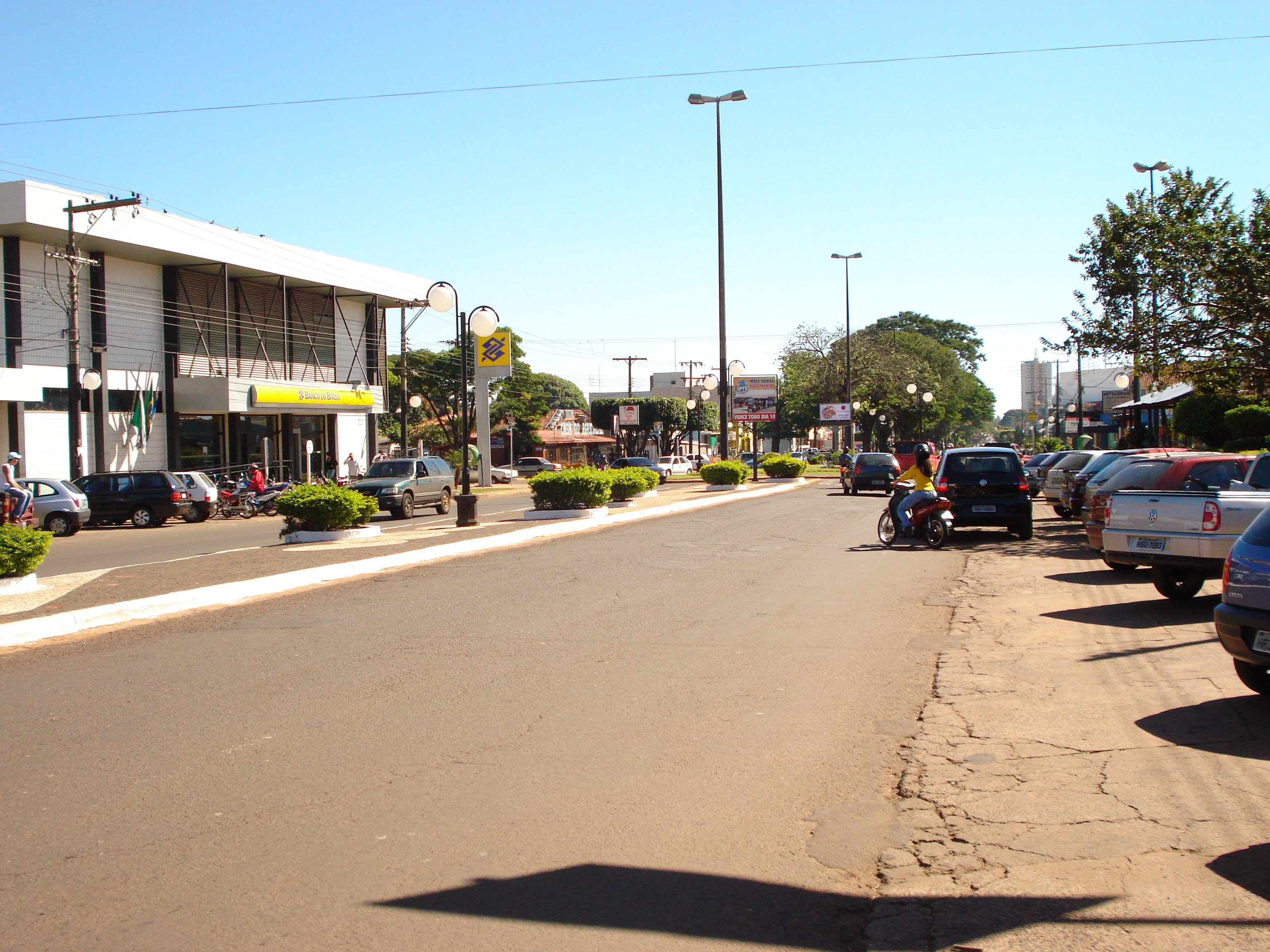
, quinta colocada

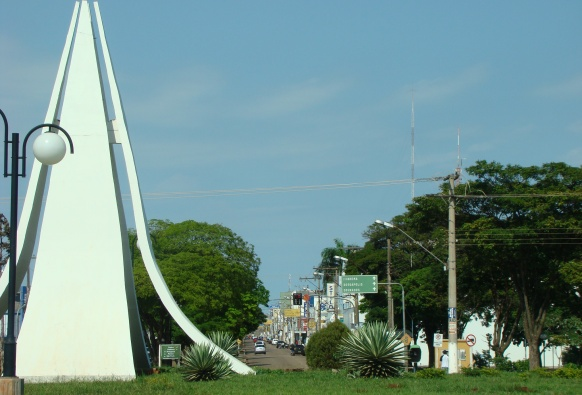
, nona colocada

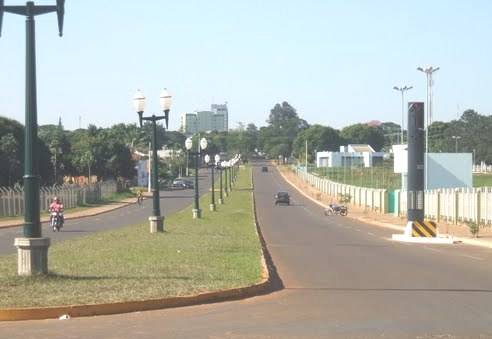
, décima colocada

| Posição | Posição | Município            | Microrregião   | PIB (R$ 1.000) | Per Capita |
| Em 2013 | Em 2012 | Município            | Microrregião   | PIB (R$ 1.000) | Per Capita |
| ------- | ------- | -------------------- | -------------- | -------------- | ---------- |
| 1       | (0)     | Campo Grande         | Campo Grande   | 20.674.988     | 24.839,24  |
| 2       | (2)     | Três Lagoas          | Três Lagoas    | 6.494.853      | 59.241,77  |
| 3       | (1)     | Dourados             | Dourados       | 5.583.504      | 26.908,71  |
| 4       | (1)     | Corumbá              | Baixo Pantanal | 2.782.780      | 25.923,22  |
| 5       | (0)     | Ponta Porã           | Dourados       | 1.776.263      | 21.209,86  |
| 6       | (0)     | Maracaju             | Dourados       | 1.771.433      | 43.101,60  |
| 7       | (56)    | Selvíria             | Paranaíba      | 1.634.018      | 254.242,69 |
| 8       | (0)     | Rio Brilhante        | Dourados       | 1.447.048      | 43.374,14  |
| 9       | (2)     | Nova Andradina       | Nova Andradina | 1.405.777      | 28.628,57  |
| 10      | (1)     | Naviraí              | Iguatemi       | 1.197.353      | 24.030,21  |
| 11      | (0)     | Chapadão do Sul      | Cassilândia    | 1.120.588      | 52.716,20  |
| 12      | (2)     | Sidrolândia          | Campo Grande   | 1.057.068      | 22.009,87  |
| 13      | (0)     | Costa Rica           | Cassilândia    | 1.054.680      | 55.995,73  |
| 14      | (2)     | São Gabriel do Oeste | Alto Taquari   | 1.033.442      | 42.997,38  |
| 15      | (1)     | Caarapó              | Dourados       | 886.632        | 32.177,97  |
| 16      | (1)     | Paranaíba            | Paranaíba      | 869.220        | 21.083,76  |
| 17      | (3)     | Nova Alvorada do Sul | Dourados       | 834.144        | 45.081,54  |
| 18      | (2)     | Aparecida do Taboado | Três Lagoas    | 798.829        | 33.659,00  |
| 19      | (0)     | Coxim                | Alto Taquari   | 671.967        | 20.394,77  |
| 20      | (3)     | Aquidauana           | Aquidauana     | 665.916        | 14.219,87  |

## Demais municípios
| Posição | Município                | PIB (R$ 1.000) |
| ------- | ------------------------ | -------------- |
| 21      | Amambai                  | 631.908        |
| 22      | Ribas do Rio Pardo       | 593.280        |
| 23      | Ivinhema                 | 579.996        |
| 24      | Sonora                   | 560.032        |
| 25      | Bataguassu               | 492.873        |
| 26      | Itaporã                  | 473.626        |
| 27      | Água Clara               | 466.905        |
| 28      | Aral Moreira             | 460.751        |
| 29      | Brasilândia              | 441.477        |
| 30      | Angélica                 | 431.083        |
| 31      | Bonito                   | 429.522        |
| 32      | Cassilândia              | 419.931        |
| 33      | Itaquiraí                | 392.698        |
| 34      | Jardim                   | 378.717        |
| 35      | Miranda                  | 361.974        |
| 36      | Bela Vista               | 348.890        |
| 37      | Rio Verde de Mato Grosso | 348.424        |
| 38      | Mundo Novo               | 335.068        |
| 39      | Iguatemi                 | 331.403        |
| 40      | Fátima do Sul            | 309.015        |
| 41      | Batayporã                | 305.338        |
| 42      | Laguna Carapã            | 299.670        |
| 43      | Camapuã                  | 293.435        |
| 44      | Anastácio                | 288.442        |
| 45      | Paraíso das Águas        | 282.127        |
| 46      | Terenos                  | 280.617        |
| 47      | Porto Murtinho           | 270.325        |
| 48      | Eldorado                 | 263.770        |
| 49      | Bandeirantes             | 225.396        |
| 50      | Ladário                  | 218.862        |
| 51      | Deodápolis               | 189.039        |
| 52      | Nioaque                  | 185.324        |
| 53      | Anaurilândia             | 181.902        |
| 54      | Bodoquena                | 181.037        |
| 55      | Inocência                | 179.623        |
| 56      | Dois Irmãos do Buriti    | 168.982        |
| 57      | Sete Quedas              | 158.383        |
| 58      | Coronel Sapucaia         | 155.471        |
| 59      | Santa Rita do Pardo      | 155.276        |
| 60      | Guia Lopes da Laguna     | 150.017        |
| 61      | Pedro Gomes              | 149.268        |
| 62      | Tacuru                   | 147.390        |
| 63      | Juti                     | 144.324        |
| 64      | Vicentina                | 137.194        |
| 65      | Jateí                    | 136.234        |
| 66      | Jaraguari                | 128.912        |
| 67      | Alcinópolis              | 127.612        |
| 68      | Glória de Dourados       | 126.938        |
| 69      | Antônio João             | 126.146        |
| 70      | Novo Horizonte do Sul    | 120.576        |
| 71      | Paranhos                 | 119.115        |
| 72      | Rochedo                  | 110.513        |
| 73      | Taquarussu               | 97.498         |
| 74      | Caracol                  | 89.138         |
| 75      | Douradina                | 83.550         |
| 76      | Japorã                   | 82.988         |
| 77      | Corguinho                | 77.849         |
| 78      | Rio Negro                | 69.813         |
| 79      | Figueirão                | 61.603         |